# Black Dog (Led Zeppelin)
"Black Dog" is een nummer van de Britse rockband Led Zeppelin. Het is het openingsnummer van hun vierde album Led Zeppelin IV (1971). Het nummer werd eind 1971 in Nederland uitgebracht op single met op de B-kant het nummer "Misty Mountain Hop". In 1972 stond het nummer vier weken in de Nederlandse Top 40 met als hoogste notering de 22e plaats.

## Titel
De titel van het nummer verwijst naar een zwarte Labrador Retriever die ten tijde van de opnames van Led Zeppelin IV dagelijks rond het studio complex zwierf. De hond was, ondanks zijn hoge leeftijd, nog altijd seksueel actief. Net als de hoofdpersoon in het nummer die steeds maar weer wanhopig op zoek is naar de liefde van een vrouw en het geluk dat hem dan toe zal komen.
Zanger Robert Plant zei er tijdens hun USA tour in 1972 over:

Dit is het verhaal van een arme, oude hond. Toen hij jong was, was hij een echte jachthond. Toen hij oud was, was zijn vrouw de enige die hij nog vond. Zij leefde twee huizen verder vanwaar wij aan het opnemen waren. Hij zocht haar nog regelmatig op, maar nadat ze “geboogied” hadden had hij niet meer de kracht om terug te gaan. Dus droegen wij hem maar terug. 

De tekstregel "Eyes that shine burning red" doet denken aan de "Black Dog Legend". (Hoort thuis in de folklore van de Britse eilanden, waarin een zwarte hond vaak geassocieerd wordt met de duivel).

## Opname
De opname van "Black Dog" vond plaats in "Headley Grange", een voormalig armenhuis in Headley (Hampshire, Engeland). Het is vooral bekend als opname en oefenlocatie gedurende de jaren 60 en 70 van de vorige eeuw.
Tegenwoordig is het huis een privé-woning.
De leadzang van Robert Plant werd in twee opnames op band gezet.

## Live-uitvoeringen
"Black Dog" werd voor de eerste keer live uitgevoerd in Belfast (Ulster Hall) op 5 maart 1971. Tijdens dit optreden werd ook "Stairway to Heaven" voor de eerste keer live uitgevoerd. Het nummer werd tot en met 1973 tijdens alle liveoptredens van de band uitgevoerd. In 1975 werd het tijdens optredens als toegift gespeeld, in combinatie met "Whole Lotta Love". In 1977, tijdens de Amerikaanse tour, werd het nummer nog maar af en toe gespeeld. In 1979 werd het nummer weer gespeeld tijdens het Knebworth Festival (4 en 11 augustus). Ook in 1980 tijdens de Europese tournee was het nummer weer een vast element. Als intro voor "Black Dog" werden vaak de eerste tonen van het nummer "Out on the Tiles" (Led Zeppelin III) gespeeld. Alleen tijdens de tour van 1973 door Noord-Amerika werd het middenstuk van het nummer "Bring It On Home" (Led Zeppelin II) als intro gebruikt. Dit is ook te zien in de concertfilm "The Song Remains the Same", opgenomen in Madison Square Garden in New York (27-29 juli 1973). Het werd ook een gewoonte om de "ah-ah, ah-ah" refreinen te zingen als roep-en-antwoord tussen Plant en het publiek. De versie op "The Song Remains the Same" is trouwens bijna twee minuten ingekort (van 5:48 tot 3:54). Het tweede en derde couplet zijn eruit gehaald. Op de heruitgave van het album uit 2007 staat ook deze ingekorte versie, terwijl op de "Led Zeppelin DVD" uit 2003 wel de volledige versie staat.
Op het livealbum "How the West Was Won" (2003) staat een opname uit juni 1972, gespeeld tijdens de USA-tour. Ook op het album "BBC Sessions" (1997) staat een liveversie van "Black Dog".
De meest recente uitvoering was op 10 december 2007 tijdens het herdenkingsconcert voor Ahmet Ertegün in de O2 Arena in Londen.
Robert Plant verwerkte het nummer in zijn solonummers "Tall Cool One" (soloalbum Now and Zen uit 1988) en "Your Ma Said She Cried in Her Sleep Last Night" (soloalbum Manic Nirvana uit 1990). Page and Plant speelden het nummer tijdens hun tournee in 1995. Robert Plant heeft het nummer ook samen met Alison Krauss live uitgevoerd, tijdens hun tournee in 2008 door de VS en Europa. In 2012 voerde Plant het nummer uit tijdens zijn optreden op het Sunflower River Blues and Gospel Festival in Clarksdale (Mississippi).

## Bezetting
- Robert Plant - Leadzang
- Jimmy Page - Gitaar
- John Paul Jones - Basgitaar
- John Bonham - Drums

## Cover-versies
Black Dog is door diverse artiesten gecoverd. De bekendste zijn:

| Artiest                                                  | Album                                | Jaar |
| -------------------------------------------------------- | ------------------------------------ | ---- |
| Dread Zeppelin                                           | Un-Led-Ed                            | 1990 |
| Tony Levin Band                                          | Double Espresso                      | 2002 |
| Heart                                                    | Alive at Seattle                     | 2003 |
| Robert Plant                                             | Sounds Eclectic - The Covers Project | 2007 |
| Keith Emerson, Michael White, Billy Sherwood, Alan White | The Ultimate Tribute to Led Zeppelin | 2008 |
| Steve ‘n’ Seagulls                                       | Farm Machine                         | 2015 |

## NPO Radio 2 Top 2000
| Nummer met noteringen in de NPO Radio 2 Top 2000 | '16  | '17  | '18  | '19  | '20  | '21  | '22  | '23  | '24  |
| ------------------------------------------------ | ---- | ---- | ---- | ---- | ---- | ---- | ---- | ---- | ---- |
| Black Dog                                        | 1700 | 1797 | 1474 | 1594 | 1720 | 1713 | 1831 | 1835 | 1762 |

1. ↑  Een vetgedrukt getal geeft de hoogste notering aan.
2. ↑  2016 was het eerste jaar met een notering voor dit nummer.